# Victory-Schiff
Victory-Schiffe waren Stückgutschiffe des Typs EC2-S-AP1, bzw. ab April 1944 VC2-S-AP1. 534 Einheiten des Typs wurden im Zweiten Weltkrieg ab 1944 von ca. 700.000 extra dafür ausgebildeten Arbeitern auf 18 US-amerikanischen Werften innerhalb kürzester Zeit nach standardisierten Plänen gebaut. Im Regelfall betrug die Bauzeit weniger als 40 Tage.
Der Victory-Schiffsentwurf war eine Weiterentwicklung des Liberty-Schiffsentwurfs im Rahmen des Emergency Shipbuilding Program der United States Maritime Commission (MARCOM). Victory-Schiffe übertrafen Liberty-Schiffe bezüglich ihrer technischen Ausstattung. Durch den Einbau von Dampfturbinen mit 6000 bzw. 8500 PSi anstelle einer Kolbendampfmaschine erreichten sie bis zu 15,5 kn Geschwindigkeit sowie eine größere Reichweite. Darüber hinaus verfügte der Schiffsentwurf über leistungsfähigere Ladungsumschlageinrichtungen.
Die Victory-Schiffe wurden überwiegend im Nordatlantik, aber auch im Pazifik eingesetzt, um in Geleitzügen Soldaten und kriegswichtiges Material nach Europa zu bringen. Durch die standardisierte Bauweise gelang es, die große Anzahl von alliierten Handelsschiffen, die durch deutsche U-Boote versenkt wurden, wieder zu ersetzen. Einige Schiffe fuhren noch während des Vietnamkriegs. Andere wurden ins Ausland verkauft, wo sie teils noch lange in Dienst blieben.
Das erste Victory-Schiff war die United Victory, die am 28. Februar 1944 vom Stapel lief. Die ersten 34 Schwesterschiffe wurden nach den alliierten Nationen benannt, weitere 218 nach amerikanischen Städten, 150 nach Bildungsinstitutionen und der Rest bekam verschiedene Namen.
Drei Schiffe sind heute noch zu besichtigen:
- Lane Victory: (benannt nach dem Lane College in Tennessee) unter der Vincent Thomas Bridge in San Pedro, Kalifornien – einziges noch fahrtüchtiges Victory-Schiff
- Red Oak Victory (AK-235): (benannt nach Red Oak, Iowa) in Richmond, Kalifornien
- American Victory: in Tampa, Florida

## Fotogalerie

Victory-Schiffe
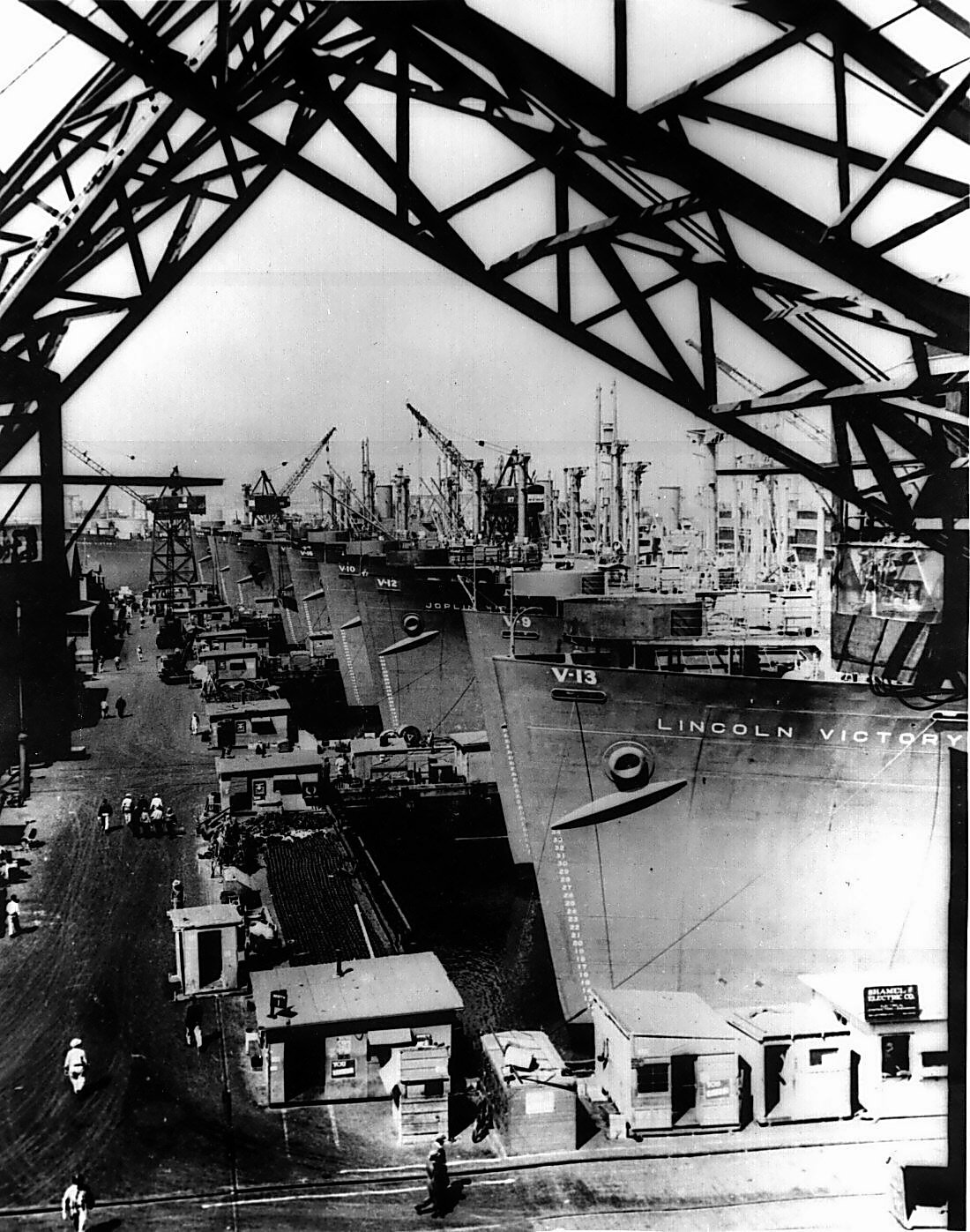
Victory-Schiffe während des Serienbaus, California Shipbuilding Corporation, Wilmington, Los Angeles
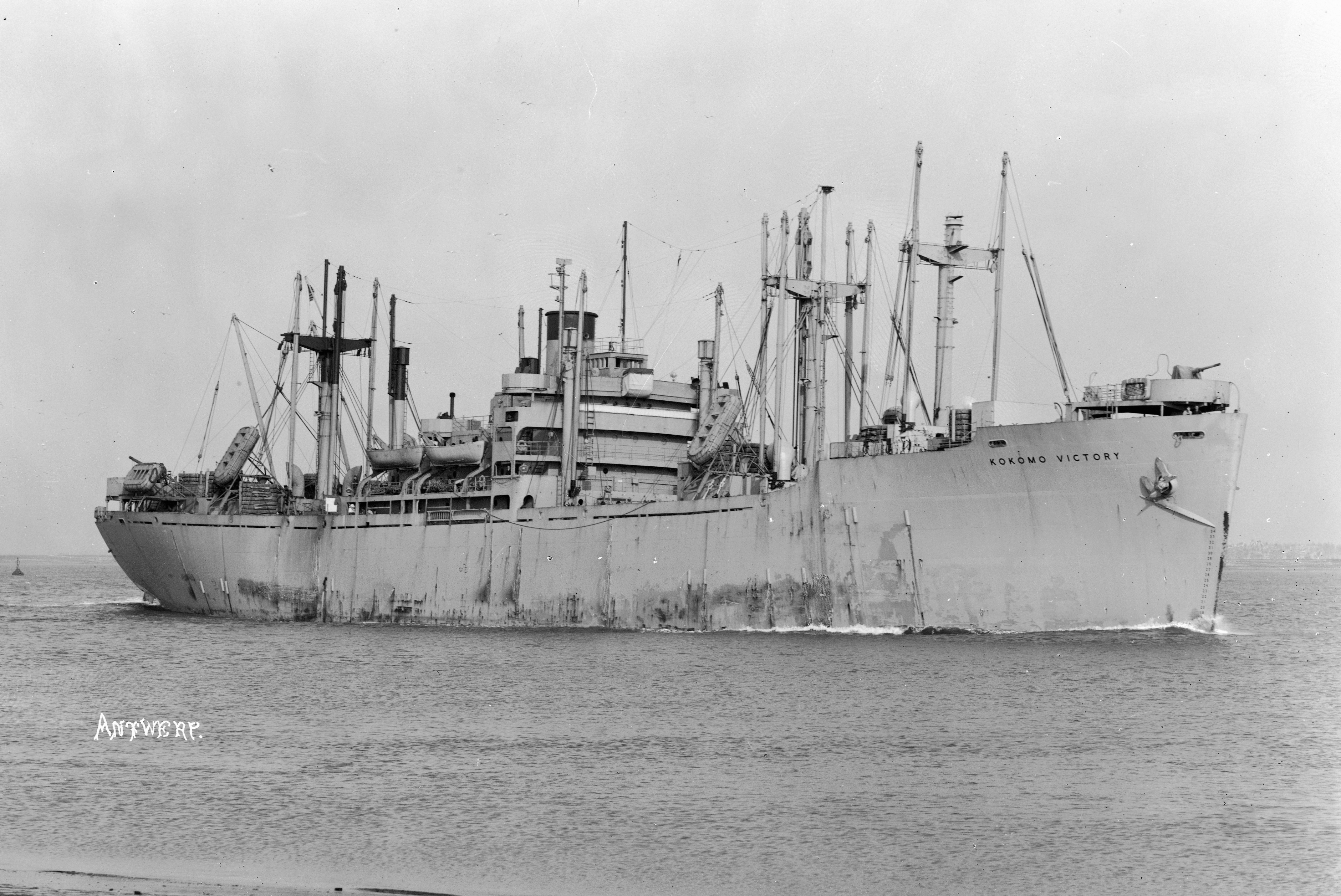
Kokomo Victory
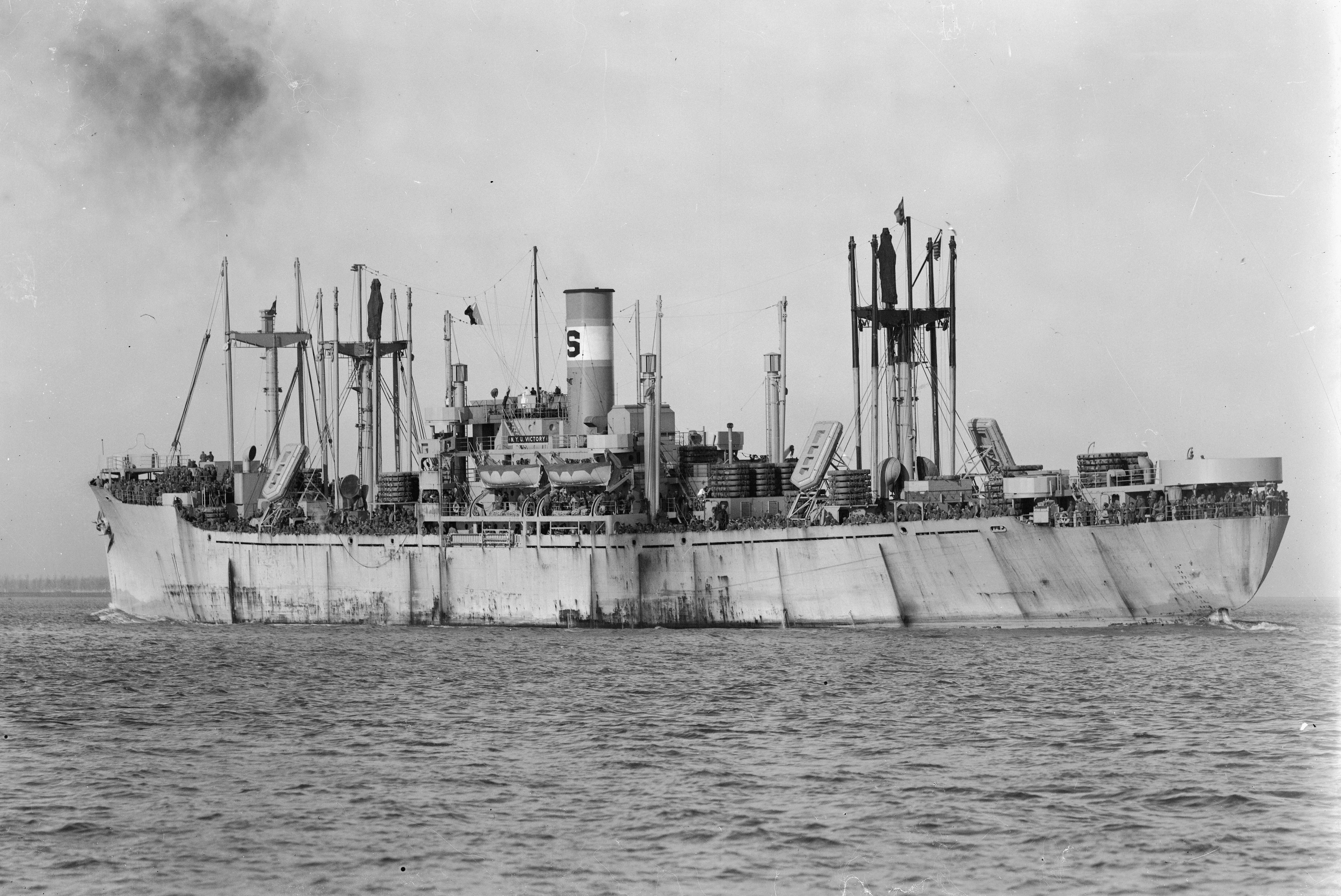
N.Y.U. Victory
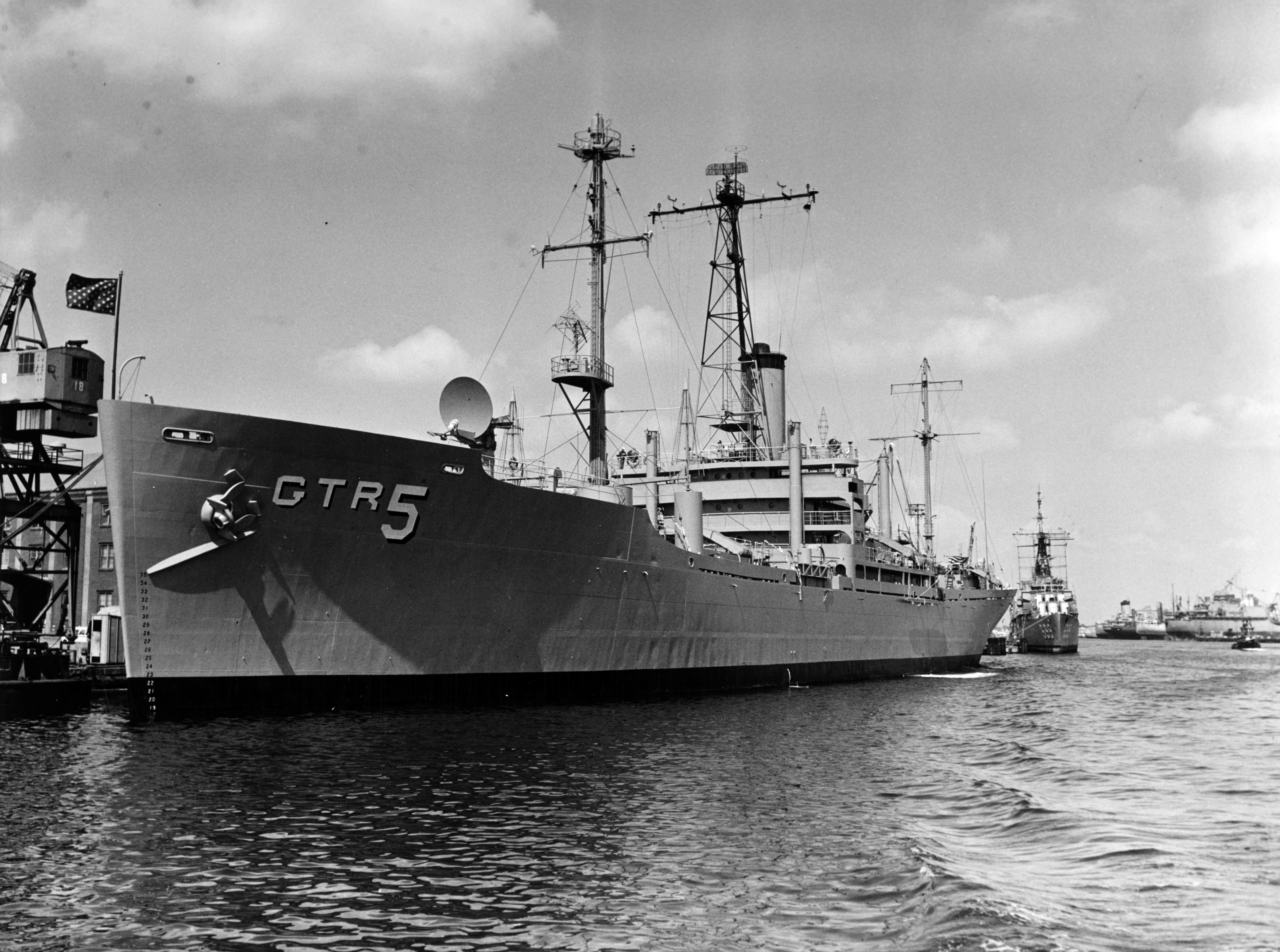
USS Liberty AGTR-5 (ex. Simmons Victory
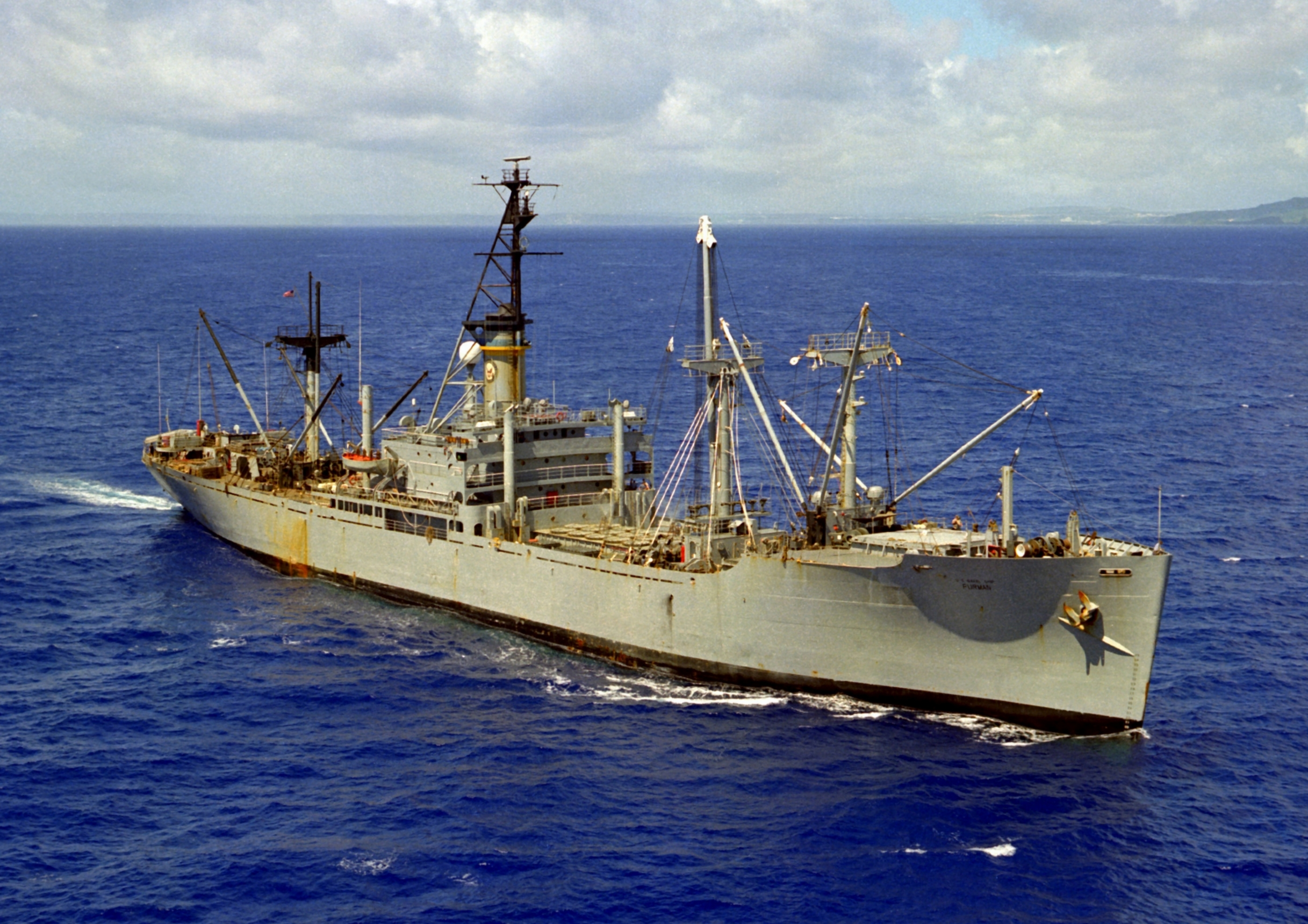
USNS Furman T-AK-280 (ex. Furman Victory)

C1-Schiff |
C2-Schiff |
C3-Schiff |
C4-Schiff |
Hog Islander |
Liberty-Frachter |
Mariner-Klasse |
T1-Tanker |
T2-Tanker |
Victory-Schiff